# Алваро Хестидо
Алваро Хестидо (на испански: Álvaro Gestido) е уругвайски футболист, полузащитник.

## Кариера
Алваро Хестидо играе за уругвайските отбори Чарли Солферино и Пенярол, където прекарва повечето време от кариерата си. Седемкратен шампион на страната. От 1927 до 1940 г. като част от националния отбор на Уругвай играе в 26 мача, включително на първото световно първенство от 1930 г.
По-малкият му брат на Оскар Диего Хестидо е президент на Уругвай през 1967 г.

## Отличия

### Отборни
Пенярол
- Примера дивисион де Уругвай: 1928, 1929, 1932, 1935, 1936, 1937, 1938

### Международни
Уругвай
- Световно първенство по футбол: 1930
- Олимпийски игри златен медал: 1928